# Дом-музей Узеира Гаджибекова (Баку)
Дом-музей Узеира Гаджибекова — музей Азербайджана. Расположен в Баку в доме, в котором жил известный азербайджанский композитор Узеира Гаджибеков. Музей был создан с целью увековечения и пропаганды жизни и деятельности композитора Узеира Гаджибекова.

## История
Музей был создан в 1975 году по инициативе первого секретаря ЦК Коммунистической партии Азербайджана Гейдара Алиева.
Музей расположен на улице Шамиля Азизбекова недалеко от станции метро Низами.
Композитор жил в этом доме с 1915 по 1942 годы.
Из воспоминаний режиссёра, народного артиста СССР И. Шароева:
С Узеиром Гаджибековым отец дружил, и наша семья часто вечерами бывала в доме у Гаджибековых. Они жили тогда в переулке недалеко от Шемахинской улицы, в одноэтажном каменном доме. Деревьев во дворе не было — на залитом асфальтовом дворе стояли большие кадки с цветами. Большая стеклянная веранда выходила во двор. Когда мы приходили к Гаджибековым, то весь вечер всегда распределялся по одному и тому же порядку. Сначала пили чай в столовой с невероятно вкусными азербайджанскими сладостями, которые неподражаемо готовила супруга Гаджибекова, Меликя-ханум. Потом отец удалялся с Гаджибековым в кабинет, где они просиживали часами…
Народный артист Азербайджана Казим Казимзаде и архитектор Эдуард Крукики внесли большой вклад в оформление и подготовку музея.
По инициативе Рамазана Хамзата оглу Халилова, который был личным секретарем Узеира Гаджибекова и впоследствии стал директором дома-музея, личные и домашние предметы композитора были собраны и переданы в музей.
С 1965 года также действовал музей У. Гаджибекова в Шуше. Со времени оккупации армянами города Шуша музей продолжил свою деятельность в Бакинском доме-музее У. Гаджибекова.
Музей находится в подчинении Министерства культуры и туризма Азербайджана.

## Экспозиция
Музей занимает 4 комнаты. Присутствует стеклянный зал, кинозал, выставочный зал.
Экспозиция музея знакомит посетителей с яркими страницами жизни и творчества композитора, также с личными вещами композитора. Сохранена атмосфера, существовавшая при жизни Гаджибекова. Незавершенная часть симфонической поэмы «Азербайджан» все еще находится на его столе. В экспозиции рассказывается о музыкальных сценах Гаджибекова от первой оперы на Ближнем Востоке «Лейли и Меджнун» до классической «Короглу».
В течение 40 лет экспозиция музея была обновлена несколько раз. Фонд музея ежегодно обогащается.
28 февраля 2005 года, в честь 120-летнего юбилея Узеира Гаджибекова президент Ильхам Алиев подписал распоряжение о проведении капитального ремонта в доме-музее.